# Villaricca
Villaricca – miejscowość i gmina we Włoszech, w regionie Kampania, w prowincji Neapol.
Według danych na rok 2004 gminę zamieszkiwało 26 175 osób, 4362,5 os./km².